# William Boyd (actor)

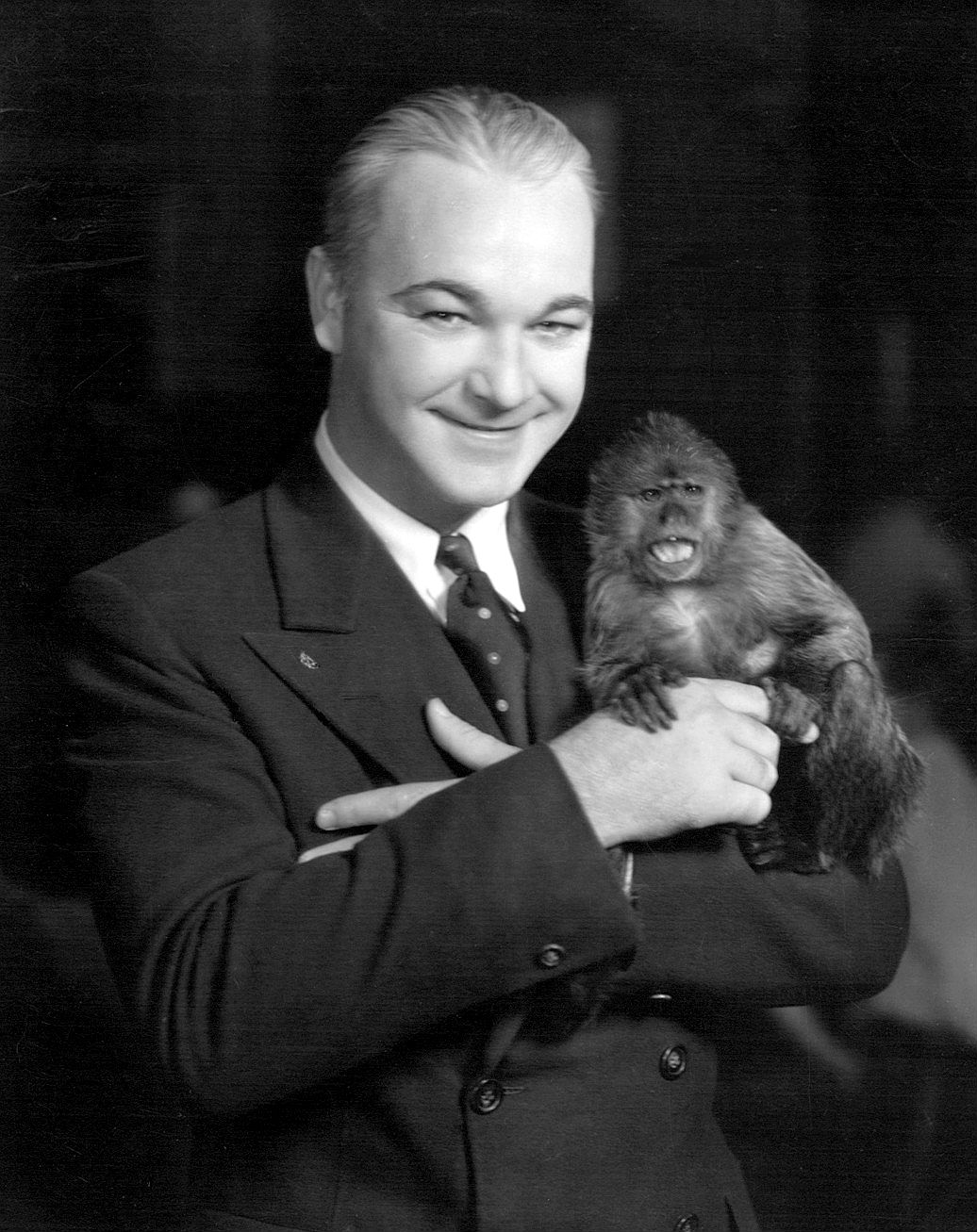
William Boyd 1931

William Boyd (Hendrysburg, Ohio, 5 de junio de 1895-Laguna Beach, California, 12 de septiembre de 1972) fue un actor estadounidense.

## Biografía
Hijo de un jornalero, William Boyd nació en Hendrysburg, Ohio, ubicada 26 millas al este de Cambridge, Ohio, pero se trasladó con su familia a Tulsa, Oklahoma cuando tenía siete años. Sus padres murieron cuando él era un adolescente, lo que le obligó a dejar la escuela y a aceptar trabajos como dependiente de una tienda de comestibles, topógrafo y trabajador en un campo petrolífero.

## Carrera
Se hizo famoso como protagonista de cine mudo de romance con un salario anual de US$ 100.000, pero a finales de la década de 1920 su carrera había comenzado a deteriorarse, Boyd se encontró a sí mismo sin contrato y cercano a la quiebra. La imagen de Boyd apareció por error en un periódico en una historia sobre la detención de otro actor con un nombre similar, William Stage Boyd, relacionado con cargos por juegos de azar y bebidas alcohólicas en la época de la Prohibición, lo que perjudicó su carrera.

### Hoppy
En 1935, le ofrecieron el papel principal en la película Hopalong Cassidy. Cambió la forma original de carácter de ficción, escrito por Clarence E. Mulford, desde un bebedor de whisky pendenciero a un vaquero héroe que no fumaba, bebía o profería juramentos y que siempre dejaba que el villano empezara la pelea.
Boyd estaría desde entonces indeleblemente asociado con el personaje Hopalong Cassidy, y obtuvo fama duradera en el género Western por su papel. Las películas de Hopalong Cassidy no fueron filmadas por los grandes estudios cinematográficos sino por productores independientes. La mayoría del serial se distribuyó con muy favorables retornos de inversión. El productor de Hopalong Cassidy, Harry Sherman ansioso por hacer películas más ambiciosas trató de cancelar la serie, pero ante la demanda de la audiencia de nuevas producciones se vio forzado a realizar nuevos filmes. Sherman finalmente renunció a la serie en 1944, pero William Boyd, quería mantenerlo en producción. Para ello, se jugó todo su futuro en Hopalong Cassidy, hipotecando prácticamente todo lo que poseía para comprar tanto los derechos del personaje de Mulford como las películas de Sherman. Al finalizar la producción Boyd compró los derechos del personaje, así como los derechos de las 66 películas que había estelarizado de la serie. A principios de la década de 1950, presentó las películas en televisión, donde se convirtió rápidamente en un programa muy popular. Hopalong Cassidy es de hecho acreditado de ayudar a revitalizar el desgastado género Western.

## Legado
Boyd fue un pionero del marketing de productos derivados de éxitos cinematográficos. Junto con otros cowboys famosos, como Roy Rogers y Gene Autry, Boyd vendió la licencia para productos Hopalong Cassidy como relojes, receptores de radio, tazas, platos, libros de historietas y disfraces de vaqueros. Boyd utilizó su fama y su fortuna para reunirse con los niños de todo el mundo, y ponee en relieve las cualidades que retrataba la figura de Hopalong Cassidy. Como persona privada y como actor fue un héroe para una generación de niños en América. Las películas de Hopalong Cassidy continúan siendo difundidas en televisión en los Estados Unidos y se encuentran restauradas en DVD.
Boyd apareció como Hopalong Cassidy en la portada de numerosas revistas, como en el número del 29 de agosto de 1950 de Look y el 27 de noviembre de 1950 en la revista Time.
William Boyd murió en 1972 en Laguna Beach (California) y fue enterrado en el cementerio Forest Lawn Memorial Park en Glendale. Le sobrevive su esposa, la actriz Grace Bradley Boyd.
Por su contribución a la industria cinematográfica, William Boyd tiene una estrella en el Paseo de la Fama de Hollywood en el 1734 de Vine Street. En 1995, fue inducida en el Salón de la fama de intérpretes Western del National Cowboy & Western Heritage Museum en Oklahoma City, Oklahoma. Desde 1991, el club de fanes Amigos de Hoppy han celebrado el Festival de Hopalong Cassidy.

### Matrimonios
- Ruth Miller (1921 - 1924) (divorciado)
- Elinor Fair (diciembre de 1926 - 1929) (divorciado)
- Dorothy Sebastián (1931 - 1935) (divorciado)
- Grace Bradley (1937 - 12 de septiembre de 1972) (hasta su muerte)